# Orzale (Neviano degli Arduini)
Orzale è una frazione del comune di Neviano degli Arduini, in provincia di Parma.
La località dista 6,61 km dal capoluogo.

## Geografia fisica
Orzale sorge alla quota di 421 m s.l.m. alle pendici occidentali del monte Verola, sulla sponda destra del torrente Parma, immediatamente a valle della confluenza col torrente Parmossa.

## Storia
Il borgo fu fondato in epoca altomedievale; la più antica testimonianza della sua esistenza risale al 10 ottobre 999, quando fu citato in un atto di donazione di alcune terre.
A servizio dell'abitato fu edificata in seguito una cappella, nominata per la prima volta nel 1230. A presidio del territorio fu eretto il castello di Castelmozzano, assediato da Alverio da Palù nel 1250.
Verso la fine del XVIII secolo Orzale, insieme al territorio di Neviano, fu assegnata in feudo al marchese Luigi Liberati Del Pozzo; quest'ultimo mantenne i diritti sulla zona fino alla loro abolizione sancita dai decreti napoleonici del 1805.

## Monumenti e luoghi d'interesse

### Chiesa di San Giovanni Evangelista

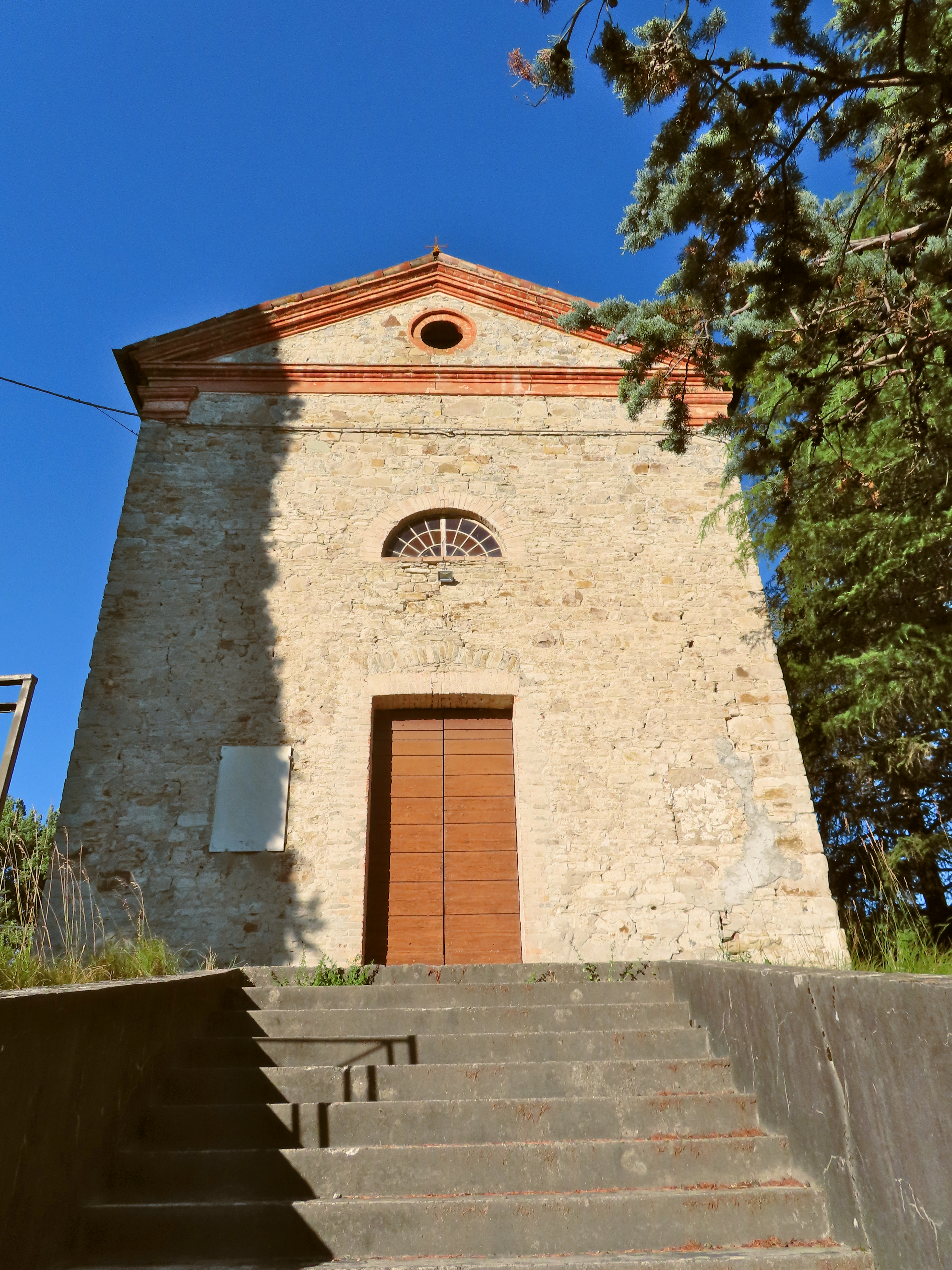
Chiesa di San Giovanni Evangelista

Menzionata per la prima volta nel 1230, la cappella fu unita a quella di Borsatico agli inizi del XVI secolo; elevata a sede parrocchiale autonoma nel 1564, mantenne fino al 1622 la doppia intitolazione a san Giovanni Evangelista e a santo Stefano protomartire, per poi perdere la seconda. L'edificio neoclassico, sviluppato su una pianta a navata unica affiancata da due cappelle sulla sinistra e una sulla destra, è esternamente rivestito in pietra e presenta una facciata a capanna dominata da un frontone triangolare con cornice in mattoni; all'interno la navata è scandita da lesene doriche, mentre sul fondo del presbiterio il catino absidale è decorato con affreschi.